# Pachydissus murzini
Pachydissus murzini es una especie de escarabajo longicornio del género Pachydissus, tribu Cerambycini, subfamilia Cerambycinae. Fue descrita científicamente por Miroshnikov en 2018.

## Descripción
Mide 29,5 milímetros de longitud.

## Distribución
Se distribuye por China.